# Президент Российской Федерации
Президе́нт Росси́йской Федера́ции (Президе́нт Росси́и) — высшая государственная должность России, а также лицо, занимающее эту должность.
Президент России является главой государства. Многие полномочия президента либо имеют непосредственно исполнительный характер, либо приближены к исполнительной власти. Наряду с этим, по мнению некоторых исследователей, президент не относится к какой-либо одной ветви власти, а возвышается над ними, поскольку осуществляет координирующие функции и имеет право роспуска Государственной думы.
Президент России является также гарантом конституции России, прав и свобод человека и гражданина и верховным главнокомандующим Вооружёнными силами России. В соответствии с конституцией России и федеральными законами президент России определяет основные направления внутренней и внешней политики.
С 7 мая 2012 года президентом России является Владимир Владимирович Путин, до этого занимавший должность в 2000—2008 годы.

## История
Должность президента РСФСР была учреждена 24 апреля 1991 года на основании результатов всероссийского референдума, проведённого 17 марта 1991 года. Утверждая результаты этого референдума, Верховный Совет РСФСР 24 апреля 1991 года принял Закон РСФСР «О Президенте РСФСР», который регулировал деятельность и полномочия президента, и Закон РСФСР «О выборах Президента РСФСР», который определял процедуру его избрания.
Тогда же закон «О Президенте РСФСР» был внесён на утверждение Съезда народных депутатов РСФСР, который 24 мая 1991 года внёс в Конституцию (Основной Закон) РСФСР соответствующие поправки. Президент становился высшим должностным лицом и главой исполнительной власти РСФСР — одной из союзных республик СССР.
После первых выборов президента РСФСР, состоявшихся 12 июня 1991 года, потребовалось издать специальный закон о порядке вступления его в должность.
С принятием 25 декабря 1991 года Верховным Советом РСФСР закона о переименовании государства в Российскую Федерацию и внесением Съездом народных депутатов соответствующих изменений в Конституцию РСФСР 21 апреля 1992 года (которые вступили в силу 16 мая 1992 года) было установлено современное наименование должности — президент России.
В соответствии с пунктом 2 части 3 статьи 104 действовавшей в то время Конституции 1978 года (с внесёнными поправками), определение внутренней и внешней политики России находилось в исключительном ведении Съезда народных депутатов, а не президента, поскольку при построении органов государственной власти в виде советов вообще отрицался принцип разделения властей.
Президент во многом зависел от законодательной ветви власти, представленной на одном только республиканском уровне (то есть не включая союзные и местные законодательные органы) тремя нормотворческими органами — Съездом народных депутатов, Верховным Советом и Президиумом Верховного Совета. Желание президента Ельцина усилить исполнительную власть и политические разногласия между президентом и законодательной властью привели к конституционному кризису 1992—1993 годов, разгону Съезда народных депутатов и Верховного Совета России и установлению режима личной власти президента России в конце 1993 года.
24 декабря 1993 года в связи с принятием Конституции России 12 декабря 1993 года президент издал указ «О мерах по приведению законодательства Российской Федерации в соответствие с Конституцией Российской Федерации», а 19 января 1994 года специальное приложение № 2 к нему (отменившее ранее опубликованный текст приложения), которым окончательно признавались не действующими и не подлежащими применению законодательные акты о Верховном Совете, о народных депутатах, о Конституционном суде РСФСР, о местных Советах народных депутатов Российской Федерации, прежние акты о президенте Российской Федерации и другие нормы, противоречащие новой конституции.
Конституция России, принятая 12 декабря 1993 года, вступила в силу 25 декабря 1993 года. В соответствии с ней президент является главой государства и имеет более широкие полномочия, по сравнению с положениями Конституции (Основного Закона) РСФСР 1978 года с внесёнными в неё изменениями.

### Срок полномочий
Президент РСФСР, избранный в соответствии с Конституцией РСФСР 1978 года на 5 лет, осуществлял свои полномочия в 1991—1996 годах.
С принятием конституции России 1993 года срок полномочий был сокращён до 4 лет, что практиковалось в 1996—2008 годах.
Срок 6 лет, установленный в 2008 году, стал применяться в отношении президентов, избранных после принятия соответствующих поправок (то есть начиная с выборов 2012 года).
Президент имел право занимать должность не более двух сроков подряд в 1991—2020 годах. После принятия поправок к Конституции в 2020 году — не более двух сроков вне зависимости от того, были ли эти сроки подряд или с перерывом; при этом не учитываются сроки, в течение которых президент занимал или занимает должность к моменту принятия поправок, так что Владимир Путин (президент в 2000—2008 годах и с 2012 года) и Дмитрий Медведев (президент в 2008—2012 годах) получили право быть избранными на должность президента ещё по два раза начиная с 2024 года.

## Правовой статус
Президент России — единственная должность, на которую избирается один из кандидатов общим голосованием граждан России.
Правовой статус президента России закреплён в статьях 11, 78, 80-93, 107-109, 111-117, 125, 128, 134 Конституции Российской Федерации.
Наряду с полномочиями главы государства президент России осуществляет общее руководство правительством России, в том числе имеет право председательствовать на заседаниях и давать ему поручения. Президент также осуществляет руководство отдельными федеральными органами исполнительной власти.
В отличие от конституции Пятой французской республики, где политику государства определяет и проводит правительство, а президент почти всегда председательствует на его заседаниях, президент России самостоятельно и в полной ответственности «определяет основные направления внутренней и внешней политики государства» (статья 80 Конституции Российской Федерации) и «руководит внешней политикой» (статья 86 Конституции Российской Федерации). Правительство же «осуществляет исполнительную власть» (статья 110 Конституции РФ), то есть, определяет оперативные направления внутренней политики и проводит политику, определённую президентом в его указах.
Указы и распоряжения президента, как и постановления и распоряжения правительства, обязательны для исполнения в России и являются подзаконными актами. Однако президент может отменять постановления и распоряжения правительства России.
Формально, правительство — «коллективный» глава исполнительной власти. Однако, определяя своими указами направления деятельности правительства, других органов исполнительной власти, президент является «фактическим» главой исполнительной власти (это не управление текущей работой, которая характеризуется как аппаратно-управленческая деятельность).
Ввиду такой двухступенчатости исполнительной власти термин «глава исполнительной власти» в конституции России (как и Франции) отсутствует (председатель правительства не является таковым, так как властными полномочиями обладают президент и правительство):
«На основании и во исполнение Конституции Российской Федерации, законов, нормативных указов президента Правительство Российской Федерации издаёт постановления и распоряжения, обеспечивает их исполнение. Если акты правительства противоречат Конституции, федеральным законам Российской Федерации или указам президента, то они могут быть отменены президентом» (статья 115 Конституции РФ). Но согласно статье 90 указы президента не могут противоречить федеральным законам, которые в свою очередь, согласно 109 статье, после отклонения президентом, при вторичном рассмотрении Государственной Думой и Советом Федерации и повторном принятии его более двумя третями голосов, подлежит подписанию им в течение 1 недели.
«Председатель правительства Российской Федерации в соответствии с Конституцией Российской Федерации, федеральными законами и указами президента Российской Федерации определяет основные направления деятельности правительства Российской Федерации и организует его работу» (статья 113 Конституции РФ).
«Президент Российской Федерации может принять решение об отставке правительства Российской Федерации» (статья 117 Конституции РФ).
Таким образом, выборы президента России с его программой можно назвать «выборами исполнительной власти» федерального уровня.
По отношению к законодательной власти президент, как и правительство, имеет право законодательной инициативы. Однако правительство вносит в Думу законопроекты, касающиеся его компетенции (в основном бюджет), а президент вносит законопроекты, касающиеся всех сторон общественной жизни. Он обращается к Федеральному собранию с ежегодными посланиями о положении в стране, об основных направлениях политики государства (статья 84 Конституции РФ), в том числе и законодательной политики (рекомендует принятие определённых законов).
Президент РФ представляет Совету Федерации кандидатуры для назначения судей Конституционного и Верховного судов, а также кандидатуру Генерального прокурора, вносит предложение о его освобождении, назначает судей других федеральных судов, назначает и освобождает высшее командование Вооружённых сил, назначает и отзывает послов РФ, принимает верительные и отзывные грамоты иностранных послов.
Президент Российской Федерации обладает неприкосновенностью (статья 91 Конституции РФ), отличной от понятия «личная неприкосновенность», предусмотренной для всех граждан Российской Федерации статьёй 22 Конституции, но не конкретизируемой законодательством Российской Федерации. Считается, что неприкосновенность означает невозможность привлечения президента к уголовной или административной ответственности или применения к нему каких-либо принудительных мер (допрос и т. п.).
Статья 93 Конституции устанавливает порядок отрешения президента от должности «на основании выдвинутого Государственной думой обвинения в государственной измене или совершении иного особо тяжкого преступления <…>», который предусматривает участие двух ветвей государственной власти: законодательной и судебной.
Согласно статье 7 Федерального закона «О государственной охране», в отличие от прочих лиц, замещающих государственные должности, которым предоставляется государственная охрана, «президент Российской Федерации в течение срока своих полномочий не вправе отказаться от государственной охраны». Государственной охране также подлежат члены семьи президента, а после окончания срока полномочий президента государственная охрана предоставляется ему пожизненно.

## Порядок избрания
Кандидатом на должность президента может быть гражданин России не моложе 35 лет, постоянно проживающий в России не менее 25 лет, не имевший когда-либо иностранного гражданства (за исключением случаев, связанных с присоединением к России территорий других государств) или права на постоянное проживание в иностранном государстве.
Одно и то же лицо не может занимать должность президента России более двух сроков, но учитываются только президентские сроки, на которые лицо было избрано с 2020 года (т. н. «обнуление президентских сроков»).
Точный порядок выборов президента России определяется федеральным законом от 10 января 2003 года № 19-ФЗ «О выборах Президента Российской Федерации».
Согласно статье 36 п. 1 этого закона (в редакции 2012 года) для регистрации кандидат должен представить в Центральную избирательную комиссию (ЦИК) минимум 300 тысяч (для самовыдвиженцев) или 100 тысяч (для кандидатов от партий, не представленных в парламенте) подписей граждан РФ, которые его поддерживают (в 2012 году — 2 млн подписей). Закон позволяет приносить их с запасом в 5 %. ЦИК должен проверить не меньше 20 % подписей, выбираемых случайно. Если количество брака превышает 5 %, то дополнительно проверяется ещё 10 % подписных листов. Кандидатов, которые представили подписные листы без достаточного запаса, можно не допустить к регистрации и при меньшем проценте брака, поскольку одно из оснований для отказа в регистрации — если число подписей за вычетом бракованных оказывается меньше количества, требуемого законом.
Президент России избирается гражданами России на основе всеобщего равного и прямого избирательного права при тайном голосовании (статья 81 Конституции РФ).

## Порядок вступления в должность
Первый президент России был избран в 1991 году сроком на 5 лет. В Конституции РФ 1993 года срок полномочий президента был сокращён до 4 лет. Однако согласно п. 3 Заключительных и переходных положений Конституции президент Ельцин осуществлял полномочия полный срок, на который он был избран (то есть до 1996 года). В соответствии с изменением Конституции, вступившим в силу 31 декабря 2008 года, начиная с выборов 2012 года, президент России избирается на шестилетний срок.
При вступлении в должность президент России приносит народу следующую присягу (статья 82 Конституции РФ):

«Клянусь при осуществлении полномочий Президента Российской Федерации уважать и охранять права и свободы человека и гражданина, соблюдать и защищать Конституцию Российской Федерации, защищать суверенитет и независимость, безопасность и целостность государства, верно служить народу».
Присяга приносится в торжественной обстановке в присутствии членов Совета Федерации, депутатов Государственной думы и судей Конституционного суда России.

## Полномочия президента
На основании четвёртой главы Конституции России президент России осуществляет следующие полномочия:
- вносит на утверждение в Государственную думу кандидатуру председателя Правительства России, назначает утверждённого Государственной думой председателя Правительства, освобождает председателя Правительства России от должности;
- осуществляет общее руководство правительством России, имеет право председательствовать на его заседаниях;
- утверждает по предложению председателя Правительства России структуру федеральных органов исполнительной власти[28], вносит в неё изменения; в структуре федеральных органов исполнительной власти определяет органы, руководство деятельностью которых осуществляет президент России, и органы, руководство деятельностью которых осуществляет правительство России;
- принимает решение об отставке правительства России;
- принимает отставку председателя правительства России, заместителей председателя правительства России, федеральных министров, а также руководителей федеральных органов исполнительной власти, руководство деятельностью которых осуществляет президент России;
- представляет Государственной думе кандидатуру для назначения на должность председателя Центрального банка, а также ставит перед Государственной думой вопрос об освобождении председателя Центрального банка от занимаемой должности;
- назначает на должность заместителей председателя правительства России и федеральных министров, кандидатуры которых утверждены Государственной Думой (кроме ведающих вопросами обороны, безопасности государства, внутренних дел, юстиции, иностранных дел, предотвращения чрезвычайных ситуаций и ликвидации последствий стихийных бедствий, общественной безопасности), и освобождает их от должности;
- назначает на должность после консультаций с Советом Федерации и освобождает от должности руководителей федеральных органов исполнительной власти (включая федеральных министров), ведающих вопросами обороны, безопасности государства, внутренних дел, юстиции, иностранных дел, предотвращения чрезвычайных ситуаций и ликвидации последствий стихийных бедствий, общественной безопасности;
- представляет Совету Федерации кандидатуры для назначения на должности председателей, заместителей председателей и судей Конституционного суда, Верховного суда; назначает председателей, заместителей председателей и судей других федеральных судов; вносит в Совет Федерации представление о прекращении в соответствии с федеральным конституционным законом полномочий председателей, заместителей председателей и судей Конституционного суда, Верховного суда России, кассационных и апелляционных судов в случае совершения ими поступка, порочащего честь и достоинство судьи, а также в иных предусмотренных федеральным конституционным законом случаях, свидетельствующих о невозможности осуществления судьёй своих полномочий;
- назначает на должность после консультаций с Советом Федерации и освобождает от должности Генерального прокурора России и его заместителей, прокуроров субъектов России, прокуроров военных и других специализированных прокуратур, приравненных к прокурорам субъектов России; назначает на должность и освобождает от должности иных прокуроров, для которых такой порядок назначения и освобождения от должности установлен федеральным законом;
- назначает и освобождает «представителей Российской Федерации в Совете Федерации»[29]
- представляет Совету Федерации кандидатуры для назначения на должность председателя Счетной палаты и половины от общего числа аудиторов Счетной палаты; представляет Государственной думе кандидатуры для назначения на должность заместителя Председателя Счетной палаты и половины от общего числа аудиторов Счетной палаты;
- в целях обеспечения согласованного функционирования и взаимодействия органов публичной власти, определения основных направлений внутренней и внешней политики России и приоритетных направлений социально-экономического развития государства формирует Государственный совет России, статус которого определяется федеральным законом;
- в целях содействия в реализации его полномочий по вопросам обеспечения национальных интересов и безопасности личности, общества и государства, а также поддержания гражданского мира и согласия в стране, охраны суверенитета России, её независимости и государственной целостности, предотвращения внутренних и внешних угроз формирует и возглавляет Совет безопасности России, статус которого определяется федеральным законом;
- утверждает военную доктрину России;
- формирует Администрацию президента России в целях обеспечения реализации своих полномочий;
- назначает и освобождает полномочных представителей президента России;
- назначает и освобождает высшее командование Вооружённых сил России;
- назначает и отзывает дипломатических представителей России в иностранных государствах и международных организациях. В соответствии с требованием Конституции эти назначения могут быть произведены президентом после консультаций с соответствующими комитетами или комиссиями палат Федерального собрания;
- назначает выборы Государственной думы в соответствии с Конституцией и федеральным законом;
- распускает Государственную думу в случаях и порядке, предусмотренных Конституцией;
- назначает референдум в порядке, установленном федеральным конституционным законом;
- вносит законопроекты в Государственную думу;
- подписывает и обнародует федеральные законы в течение четырнадцати дней с момента получения. Если президент в течение четырнадцати дней с момента поступления федерального закона отклонит его, то Государственная дума и Совет федерации в установленном Конституцией порядке вновь рассматривают данный закон. Если при повторном рассмотрении федеральный закон будет одобрен в ранее принятой редакции большинством не менее двух третей голосов от общего числа членов Совета Федерации и депутатов Государственной думы, он подлежит подписанию президентом РФ в течение семи дней и обнародованию;
- обращается к Федеральному собранию с ежегодными посланиями о положении в стране, об основных направлениях внутренней и внешней политики государства[30][31];
- может использовать согласительные процедуры для разрешения разногласий между органами государственной власти России и органами государственной власти субъектов Российской Федерации, а также между органами государственной власти субъектов Российской Федерации. В случае недостижения согласованного решения он может передать разрешение спора на рассмотрение соответствующего суда;
- вправе приостанавливать действие актов органов исполнительной власти субъектов Российской Федерации;
- издаёт указы и распоряжения;
- может отменять постановления и распоряжения правительства России;
- осуществляет руководство внешней политикой России;
- ведёт переговоры и подписывает международные договоры России;
- подписывает ратификационные грамоты;
- принимает верительные и отзывные грамоты аккредитуемых при нём дипломатических представителей;
- в случае агрессии против России или непосредственной угрозы агрессии президент России вводит на территории России или в отдельных её местностях военное положение с незамедлительным сообщением об этом Совету Федерации и Государственной думе;
- решает вопросы гражданства России и предоставления политического убежища;
- награждает государственными наградами России, присваивает почётные звания Российской Федерации, высшие воинские и высшие специальные звания;
- осуществляет помилование.

В процессе осуществления своих полномочий президент России издаёт указы и распоряжения, являющиеся обязательными для исполнения на всей территории России. Указы и распоряжения президента России не должны противоречить конституции и федеральным законам.

## Подчинённые органы

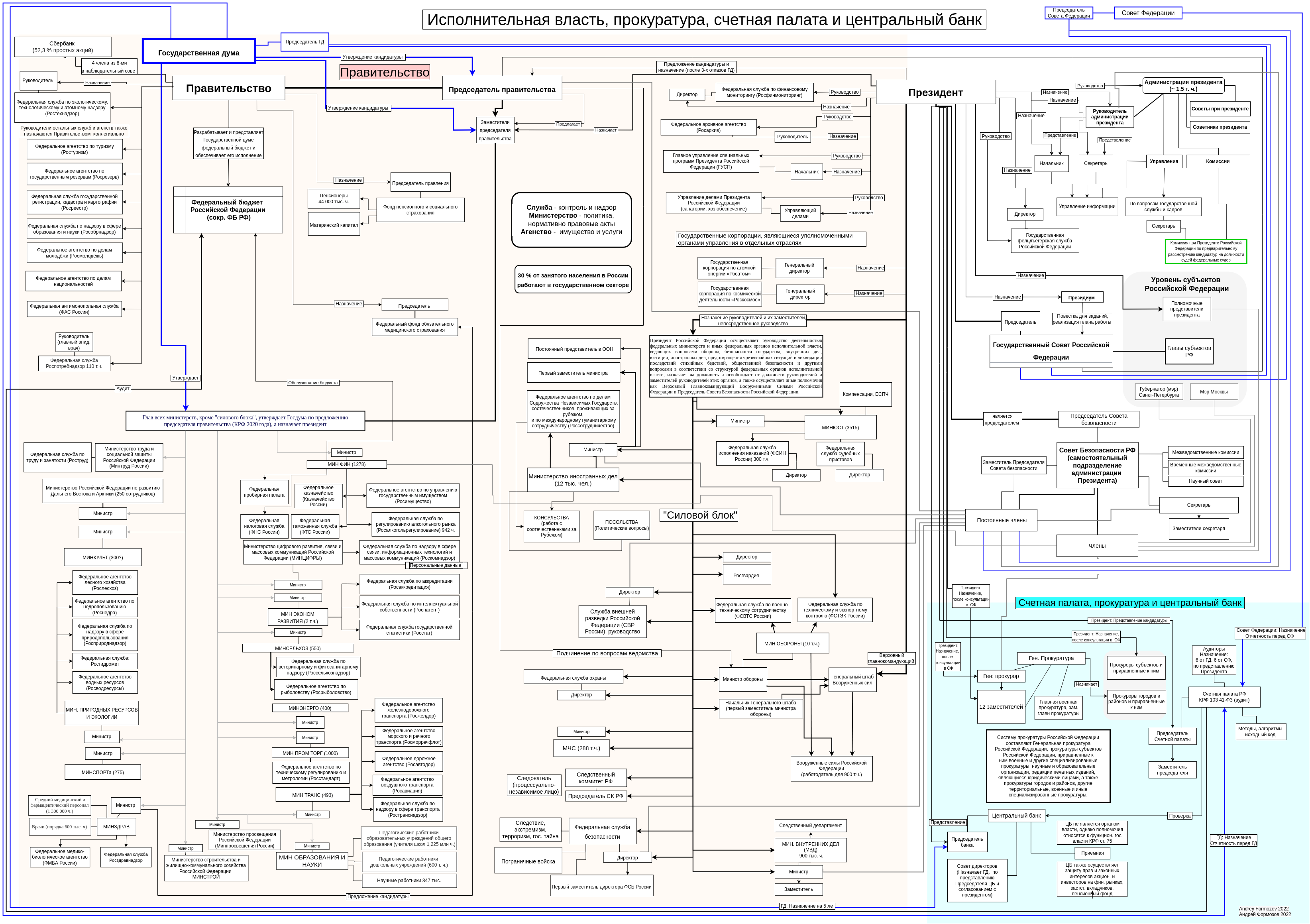
Президент в системе органов исполнительной власти в России

Указом президента России от 21 января 2020 года № 21 определены федеральные органы исполнительной власти, руководство деятельностью которых непосредственно осуществляет президент России, а также федеральные службы и федеральные агентства, подведомственные этим федеральным органам исполнительной власти:
- Министерство внутренних дел России
- Министерство России по делам гражданской обороны, чрезвычайным ситуациям и ликвидации последствий стихийных бедствий
- Министерство иностранных дел России
  - Федеральное агентство по делам Содружества Независимых Государств, соотечественников, проживающих за рубежом, и по международному гуманитарному сотрудничеству
- Министерство обороны России
  - Федеральная служба по военно-техническому сотрудничеству
  - Федеральная служба по техническому и экспортному контролю
- Министерство юстиции России
  - Федеральная служба исполнения наказаний
  - Федеральная служба судебных приставов
- Государственная фельдъегерская служба России (федеральная служба)
- Служба внешней разведки России (федеральная служба)
- Федеральная служба безопасности России
- Федеральная служба войск национальной гвардии России
- Федеральная служба охраны России
- Федеральная служба по финансовому мониторингу
- Федеральное архивное агентство
- Главное управление специальных программ Президента Российской Федерации (федеральное агентство)
- Управление делами Президента Российской Федерации (федеральное агентство)

Деятельностью других федеральных органов исполнительной власти руководит правительство России.
Повседневная деятельность президента обеспечивается его администрацией. При президенте также действует ряд комиссий и советов.

## Регалии президента России
Статьёй 7 Закона РСФСР от 27 июня 1991 года «О вступлении в должность Президента РСФСР» определялось, что президент РСФСР имеет круглую печать с изображением герба РСФСР и надписью «Президент Российской Советской Федеративной Социалистической Республики»; в ст. 9 того же закона указывалось, что в месте официального пребывания президента РСФСР и вице-президента РСФСР поднимается Государственный флаг Российской Советской Федеративной Социалистической Республики.
После отмены данного закона указами президента Российской Федерации № 319 от 15 февраля 1994 года «О штандарте (флаге) Президента Российской Федерации», № 1138 от 5 августа 1996 года «Об официальных символах президентской власти и их использовании при вступлении в должность вновь избранного Президента Российской Федерации», и № 906 от 27 июля 1999 года «Об утверждении описания символа президентской власти — Знака Президента Российской Федерации» символами президента были утверждены президентский штандарт, президентский знак и специальный экземпляр Конституции России.
После указа и. о. президента Российской Федерации № 832 от 6 мая 2000 года «О внесении изменений и дополнения в некоторые указы президента Российской Федерации» специальный экземпляр Конституции утратил официальный статус символа президента России.

Штандарт президента Российской Федерации
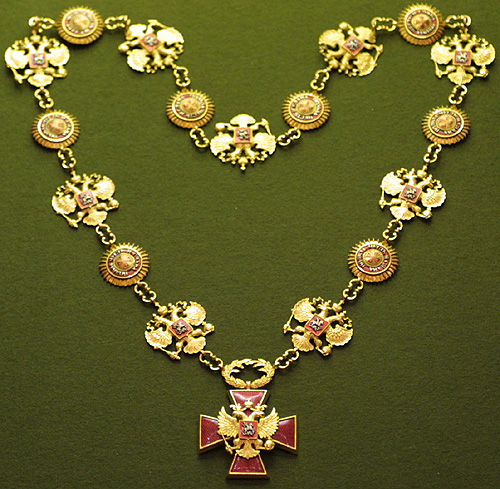
Знак президента Российской Федерации
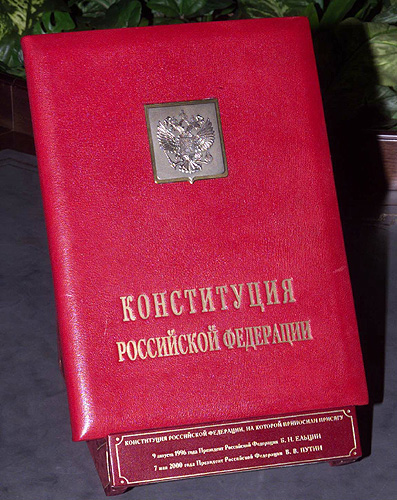
Специальный экземпляр Конституции Российской Федерации
- Президентская Фанфара

## Резиденции

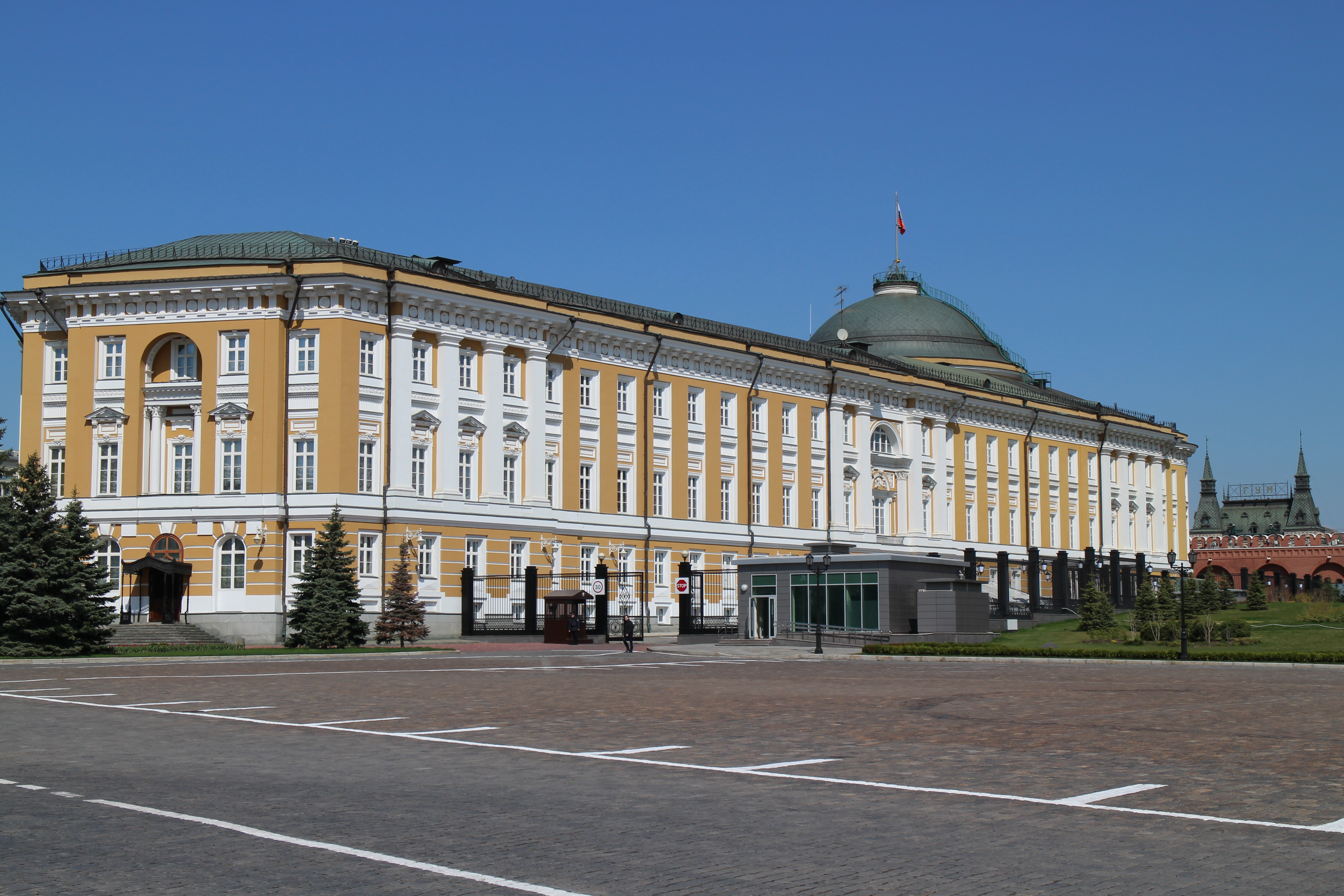
Сенатский дворец — рабочая резиденция президента Российской Федерации

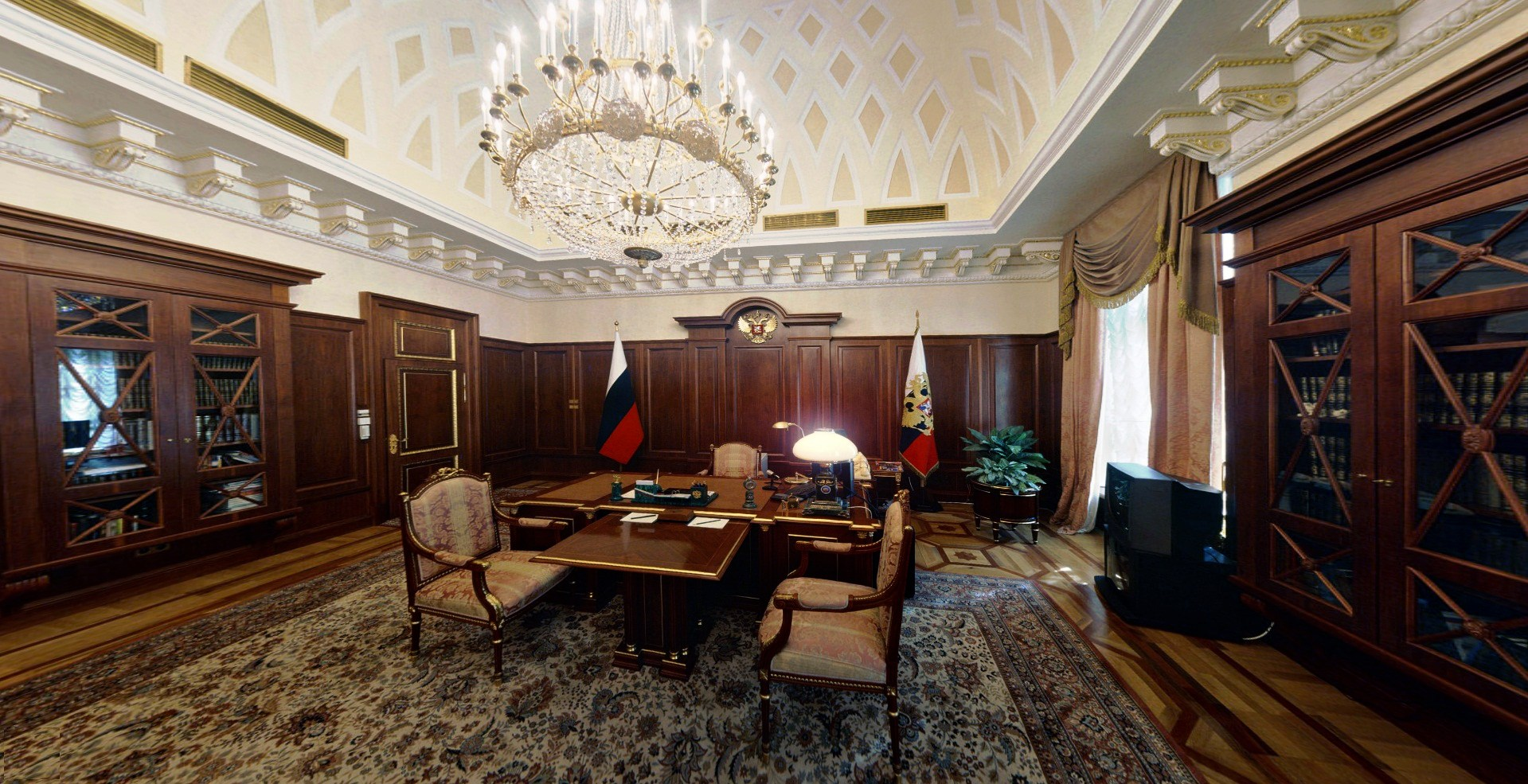
Рабочий кабинет президента в Сенатском дворце (фото 2003 года)

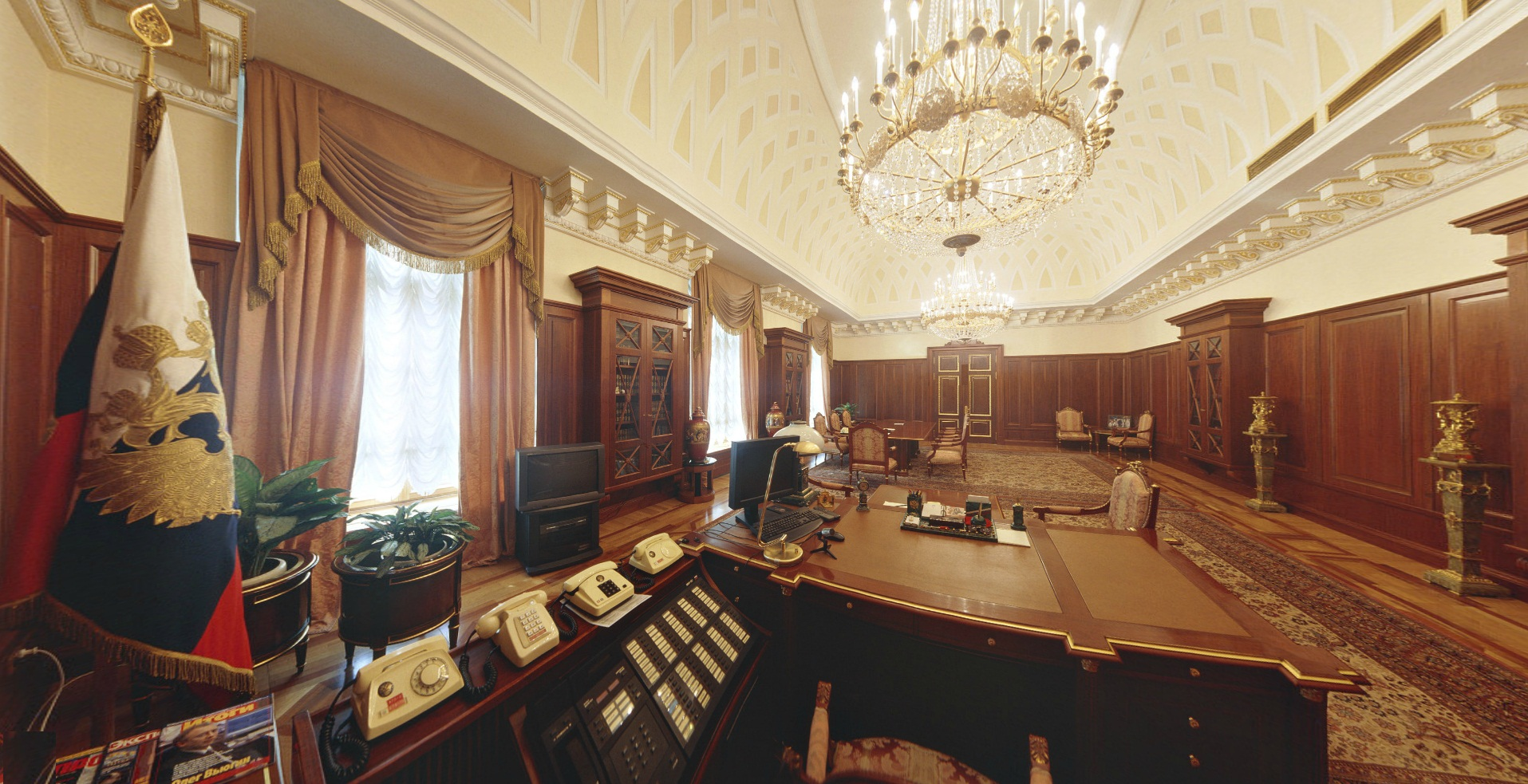
Рабочий стол президента в рабочем кабинете

Статус официально закреплённой за президентом России резиденции на начало 2009 года имели только четыре объекта:
- Московский Кремль;
- «Горки-9» в Одинцовском районе Московской области;
- «Бочаров Ручей» в Сочи;
- «Долгие Бороды» (она же «Валдай», она же «Ужин») в Новгородской области в 20 километрах от города Валдай[35].

Рабочая резиденция президента Российской Федерации в Кремле располагается в здании Сената. Рядом со Спасскими воротами, в 14-м корпусе Кремля до его сноса, с 1991 по 2015 годы располагался второй рабочий кабинет президента.
Когда президент Российской Федерации находится в рабочей резиденции в Кремле, над Большим Кремлёвским дворцом поднимается президентский штандарт.
Для приёма гостей на высшем уровне используются резиденции:
- «Русь» в Тверской области, расположена на территории национального парка «Завидово»;
- замок Майендорф в Одинцовском районе Московской области.

Во время поездок или отдыха президент также использует резиденции:
- «Сосны» в Красноярском крае;
- «Волжский Утёс» в Самарской области на берегу Куйбышевского водохранилища;
- «Ангарские хутора» в 47 км от Иркутска;
- «Тантал» в Саратовской области на берегу Волги в 40 км от Саратова;
- «Малый исток» в Екатеринбурге в лесном массиве на берегу Мало-Истокского пруда;
- «Янтарь» в Пионерском Калининградской области над обрывом на берегу Балтийского моря.

В Санкт-Петербурге президент имеет два рабочих кабинета:
- в Константиновском дворце в Стрельне;
- в Президентской библиотеке имени Бориса Ельцина.

## Список
На первых выборах президента победу одержал Борис Ельцин, ставший первым российским президентом. На фоне распада СССР РСФСР была переименована в Российскую Федерацию — Россию, изменилось и название президентской должности. Ельцин был переизбран президентом России в 1996 году, в 1999 году он ушёл в отставку. Владимир Путин, сменивший Ельцина на посту президента России, одержал победу на президентских выборах 2000 года и 2004 года. В 2008 году главой государства стал Дмитрий Медведев, которого в 2012 году снова сменил Путин. В 2018 году Путин был переизбран на четвёртый президентский срок; поправки к Конституции Российской Федерации об «обнулении президентских сроков», принятые в 2020 году, позволяют ему потенциально оставаться президентом до 2036 года.

## Социальные гарантии после отставки
16 августа 1995 года президент России Борис Ельцин подписал указ № 854 «О некоторых социальных гарантиях лиц, замещающих государственные должности Российской Федерации и должности федеральных государственных служащих». 15 июня 1999 года вышел Указ президента РФ Бориса Ельцина № 755 о внесении изменений и дополнений в предыдущий Указ. 11 ноября 1999 года председатель правительства Владимир Путин подписал постановление № 1233 о реализации дополненного Указа от 15 июня 1999 года.
31 декабря 1999 года, в день отставки Бориса Ельцина с поста президента России, был издан Указ президента «О гарантиях Президенту Российской Федерации, прекратившему исполнение своих полномочий, и членам его семьи», а 25 января 2001 года был принят одноимённый Федеральный закон.
Этим законом устанавливаются правовые, социальные и иные гарантии президенту России, прекратившему исполнение своих полномочий в связи с истечением срока его пребывания в должности либо досрочно в случае его отставки или стойкой неспособности по состоянию здоровья осуществлять принадлежащие ему полномочия, и членам его семьи:
- Президент России, прекративший исполнение своих полномочий, независимо от возраста имеет право на ежемесячное пожизненное денежное содержание в размере 75 % месячного денежного вознаграждения президента России.
- В случае смерти президента члены его семьи имеют право на ежемесячное пособие в сумме, равной шестикратному минимальному размеру пенсии по старости, установленному федеральным законом на день его смерти.
- Президент России, прекративший исполнение своих полномочий, обладает неприкосновенностью. Он не может быть привлечён к уголовной или административной ответственности за деяния, совершённые им в период исполнения полномочий президента России, а также задержан, арестован, подвергнут обыску, допросу либо личному досмотру, если указанные действия осуществляются в ходе производства по делам, связанным с исполнением им полномочий президента России.

11 апреля 2001 года правительством Касьянова было издано постановление «Об обеспечении некоторых социальных гарантий Президенту Российской Федерации, прекратившему исполнение своих полномочий». В соответствии с этим постановлением решения об установлении, перерасчёте, приостановлении и прекращении в установленном порядке выплаты ежемесячного пожизненного денежного содержания президенту, прекратившему исполнение своих полномочий, принимаются Министерством труда и социального развития России в порядке, определённом Положением об установлении, выплате и перерасчёте размера ежемесячной доплаты к государственной пенсии лицам, замещавшим государственные должности Российской Федерации и государственные должности федеральной государственной службы, утверждённым постановлением Правительства Российской Федерации от 11 ноября 1999 № 1233 (см. выше).